# Robertus naejangensis
Robertus naejangensis là một loài nhện trong họ Theridiidae.
Loài này thuộc chi Robertus. Robertus naejangensis được miêu tả năm 2005 bởi Seo.